# همه‌چیز درباره ایو
همه چیز دربارهٔ ایو (به انگلیسی: All About Eve) فیلمی داستانی محصول سال ۱۹۵۰ کمپانی آمریکایی فاکس قرن بیستم است.

## بازیگران

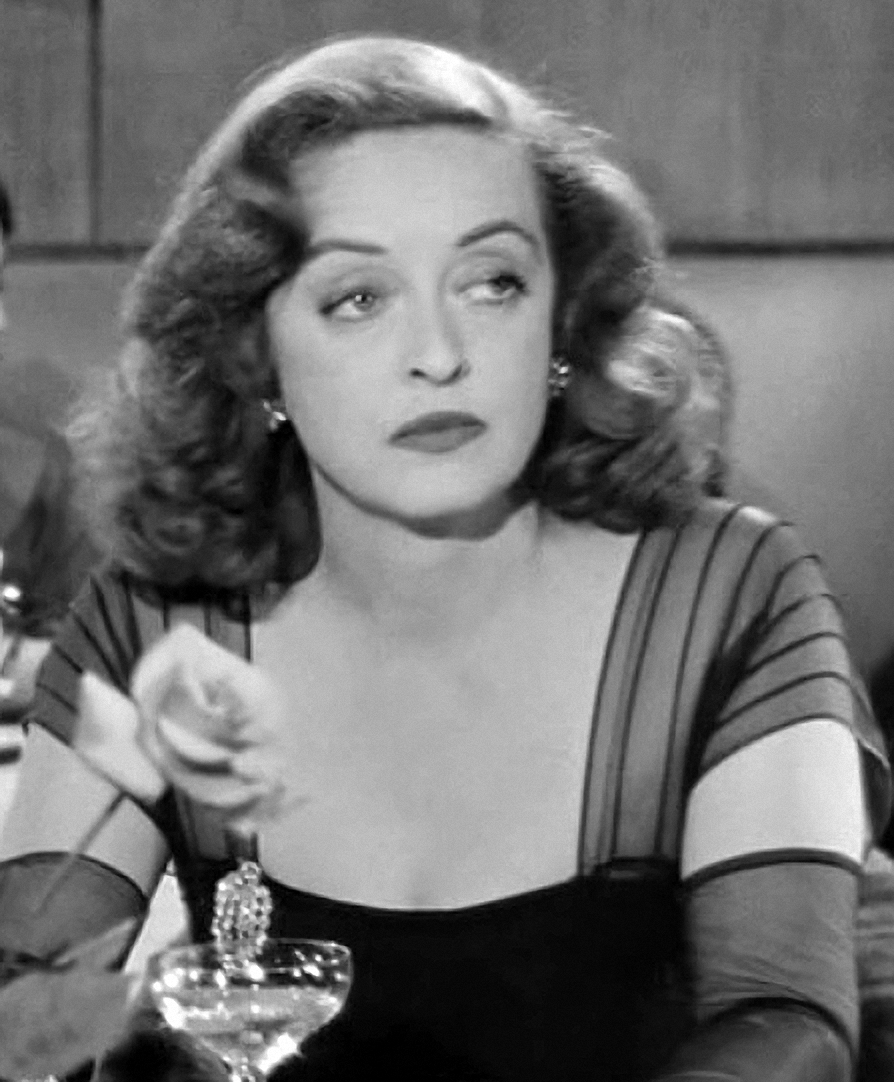
بت دیویس

- بت دیویس (مارگو چانینگ)
- آن بکستر (ایو هارینگتون)
- جرج سندرز (ادییسون دوویت)
- سلست هولم (کارن ریچاردز)
- گری مریل (بیل سمپسون)
- هاگ مارلو (لوید ریچاردز)
- تلما ریتر (بردی کونان)
- مرلین مونرو (خانم کسول)

## داستان
ایو که بازی هنرپیشهٔ معروف تئاتر، مارگو چانینگ را می‌پرستد وارد زندگی او می‌شود و از آن به بعد در زندگی مارگو تغییراتی به وجود می‌آید.

## جوایز
در اسکار سال ۱۹۵۱ بین دو فیلم «همه چیز دربارهٔ ایو» و «سان‌ست بلوار» رقابت تنگاتنگی بود که در نهایت «همه چیز درباره ایو» نامزد چهارده جایزه گردید و شش جایزه - شامل اسکار بهترین فیلم - را برد.